# Bubesheim
Bubesheim er en kommune i Landkreis Günzburg i Regierungsbezirk Schwaben i den tyske delstat Bayern. Den er en del af Verwaltungsgemeinschaft Kötz.

## Geografi
Bubesheim ligger i Region Donau-Iller.
- Wikimedia Commons har flere filer relateret til Bubesheim